# Bugabitia
Bugabitia is een geslacht van hooiwagens uit de familie Manaosbiidae.
De wetenschappelijke naam Bugabitia is voor het eerst geldig gepubliceerd door Roewer in 1915. 

## Soorten
Bugabitia is monotypisch en omvat slechts de volgende soort:
- Bugabitia triacantha